# المأمور سانشو
المأمور سانشو (باليابانية: 山椒大夫) هو فيلم ياباني من إخراج كنجي ميزوغوشي، صدر في عام 1954.

## القصة
رحلة تاماكي تعود مع اولادها زشيو وأنجو إلى قريتهم بعد غياب سنوات عديدة.زوج تاماكي، كان عمدة القرية، فقد ثقة رؤسائه بسبب رغبته في العدالة و حياة أفضل للفلاحين الفقراء. يتذكر الأطفال نصيحة والدهم بأن الناس لديهم نفس الحقوق. ذات ليلة يبيتون في بيت كاهنة.فيتم سرقة الأطفال، و تباع تاماكي لعاهرة، في حين يصبح الأطفال عبيد لسنشو، وهو مأمور قاسي وبائس. ابن سنشو تأخده الشفقة على هؤلاء الأطفال ويقوم بتقديم المشورة لهم لإخفاء هويتهم النبيلة.
بعد عشر سنوات في مجال سانشو، نسي زشيو نصيحة والده.و أصبح واحدا من أقسى عمال سانشو.، شقيقته أنجو لها، تعمل في ظروف صعبة وتعاني عندما تعلم أن شقيقها قاسي.
بعد وصول عبد جديد يغني أغنية قديمة لوالدتهم.أنجو تعلم أن والدتهم، تاماكي، لا تزال على قيد الحياة. فتبدأ محاولتهم للهروب و لقاء والدتهم.
يستطيع زشيو الهرب مع بمساعدة سيدة عجوز، بعد أن ضحت أخته بحياتها من أجله. بعد أن عرفت أصوله النبيلة، يصبح زشيو حاكم لنفس البلدة التي كان يتولاها والده المتوفي، فيبعت برجاله للقبض على سانشو و نفيه ثم يبحث عن أمه حث يجدها امرأةً مسنة.

## وصلات خارجية
- المأمور سانشو على موقع IMDb (الإنجليزية)
- المأمور سانشو على موقع ميتاكريتيك (الإنجليزية)
- المأمور سانشو على موقع روتن توميتوز (الإنجليزية)
- المأمور سانشو على موقع نتفليكس (الإنجليزية)
- المأمور سانشو على موقع ألو سيني (الفرنسية)
- المأمور سانشو على موقع Turner Classic Movies (الإنجليزية)
- المأمور سانشو على موقع أول موفي (الإنجليزية)
- المأمور سانشو على موقع فيلمافينيتي (الإسبانية)
- المأمور سانشو على موقع قاعدة بيانات الأفلام السويدية (السويدية)
- المأمور سانشو على موقع قاعدة بيانات الفيلم (الإنجليزية)